# Hyphodontia knysnana
Hyphodontia knysnana är en svampart som först beskrevs av Van der Byl, och fick sitt nu gällande namn av D.A. Reid 1973. Hyphodontia knysnana ingår i släktet Hyphodontia och familjen Schizoporaceae.   Inga underarter finns listade i Catalogue of Life.